# Spaardersbad
Het Spaardersbad is een voormalig zwembad in de Nederlandse stad Gouda.

## Geschiedenis
In de jaren dertig van de twintigste eeuw ontstond in de kring van de Goudse Zwemclub (GZC) het plan om een overdekt zwembad in Gouda te realiseren. Tot die tijd werd gebruik gemaakt van een openluchtvoorziening in een van de Goudse singels. Hoewel het gemeentebestuur positief tegenover de plannen stond kon de overheid in de crisistijd geen geld vrijmaken voor de bouw van een nieuw zwembad. In de besprekingen met de N.V. Sportfondsenbaden in Amsterdam ontstond het plan om de financiering van het zwembad te regelen door middel van een spaarsysteem. Spaarders konden een spaaraandeel van 360 gulden kopen. In 1937 werd de Stichting Spaardersbad Gouda opgericht, een zelfstandige stichting die geen onderdeel was van de N.V. "de Vereenigde Sportfondsen-Baden". De stichting liet de plannen voor de nieuwbouw van het zwembad ontwerpen door de architect Wolter Bakker. De stichting had grond weten te verwerven aan de Van Itersonlaan. Op 9 juli 1938 werd de eerste paal geslagen en op 26 september 1938 werd de eerste steen gelegd. Bakker ontwierp het gebouw in de stijl van de Nieuwe zakelijkheid, waarbij hij zich liet inspireren door architecten als Frank Lloyd Wright en Hendrik Petrus Berlage. Begin 1939 werd het zwembad in gebruik genomen, dat de naam Spaardersbad kreeg, als een verwijzing naar de wijze waarop de bouw gefinancierd was. Generaties Gouwenaars hebben in dit gebouw leren zwemmen. Het gebouw is niet meer in gebruik als zwembad, het sloot in 2013 definitief haar deuren, maar heeft een woonbestemming gekregen. Sinds 1990 is het gebouw erkend als een gemeentelijk monument.